# Комсомольский (Мамонтовский район)
Комсомольский — посёлок в Мамонтовском районе Алтайского края. Административный центр и единственный населённый пункт Комсомольского сельсовета.

## География
Расположен в центральной части края, в верховье реки Солоновка, в 29 км к северу от районного центра села Мамонтово. В поселке расположена железнодорожная станция Корчино..
Климат
континентальный. Средняя температура января −18,2 °C, июля +19,2 °C. Годовое количество атмосферных осадков — 367 мм.

## Население
| 1997  | 1998  | 1999  | 2000  | 2001  | 2002  | 2003  | 2004  | 2005  | 2006  |
| ----- | ----- | ----- | ----- | ----- | ----- | ----- | ----- | ----- | ----- |
| 1542  | ↘1517 | ↗1533 | ↘1515 | ↘1387 | ↘1382 | ↘1360 | ↘1351 | ↘1282 | ↘1240 |
| 2007  | 2008  | 2009  | 2010  | 2011  | 2012  | 2013  | 2014  | 2015  | 2016  |
| ↘1222 | ↘1199 | ↘1174 | ↘1145 | →1145 | ↘1090 | ↘1045 | ↘1023 | ↘1002 | ↘971  |
| 2017  | 2018  | 2019  | 2020  | 2021  |       |       |       |       |       |
| ↗978  | ↘973  | ↘953  | ↘894  | ↘865  |       |       |       |       |       |

Национальный состав
Согласно результатам переписи 2002 года, в национальной структуре населения русские составляли 98 % от 1333 чел.

## Инфраструктура
Администрация поселения, МКОУ Комсомольская СОШ, почтамт.
Путевое хозяйство Западно-Сибирской железной дороги.

## Транспорт
Комсомольский доступен автомобильным и железнодорожным транспортом.
Проходит автодорога регионального значения «Ребриха — Шарчино — Корчино — Завьялово — Леньки — Благовещенка» (идентификационный номер 01 ОП РЗ 01К-25), подходит автодорога регионального значения «Буканское — Комсомольский» (идентификационный номер 01 ОП РЗ 01К-73), железнодорожная линия Барнаул — Кулунда Запад-Сибирской железной дороги.